# Legione carabinieri Sicilia
La Legione Carabinieri "Sicilia" è una unità militare dell'Arma dei Carabinieri. Il comando ha sede nella Caserma Carlo Alberto dalla Chiesa di Palermo.
Dipende dal Comando interregionale "Culqualber" di stanza a Messina.

## Storia

### Il Corpo dei Carabinieri di Sicilia
Con lo sbarco a Marsala dei Mille di Garibaldi vi era anche un gruppo di 32 carabinieri genovesi, guidati da Antonio Mosto.
Il 14 luglio 1860, Garibaldi, in qualità di dittatore della Sicilia emanò il decreto n.98, istitutivo del Corpo di Carabinieri in Sicilia e al comando vi designò il colonnello Angelo Calderari. In agosto si aggiunsero 30 carabinieri sbarcati dal Piemonte al comando del capitano Francesco Massiera, formalmente dimessosi dai Reali Carabinieri, e Massiera fu nominato maggiore del nuovo corpo. Con il decreto n.236 dell'8 ottobre del prodittatore Mordini il Corpo diviene "Reali Carabinieri di Sicilia", e con il n.237 fu promosso l'arruolamento volontario di giovani siciliani nel corpo. 
Il 25 ottobre fu inviato nell’Isola dalla Sardegna il colonnello Giovanni Serpi  con tre ufficiali e  60 tra sottufficiali e  carabinieri.  Il Serpi costituì  un distaccamento di Carabinieri Reali distinto dal  “Corpo Carabinieri di Sicilia”,  per cui si ebbe la coesistenza di due presidi di Carabinieri,  quello sardo-piemontese di circa 100 militari e  quello siciliano,  che intanto aveva raggiunto la consistenza numerica di circa 500 unità. 
Il nuovo Luogotenente generale del Re nelle province siciliane Massimo Cordero di Montezemolo il 29 dicembre 1860 unificò i due corpi e nominò "Comandante Generale dei Carabinieri Reali in Sicilia" il Serpi, promosso maggiore generale.
L'organico era composto da 73 Ufficiali, 1426 militari a piedi e 901 a cavallo. Gli arruolamenti erano fatti tra i giovani siciliani e gli ex appartenenti alla disciolta Gendarmeria borbonica.

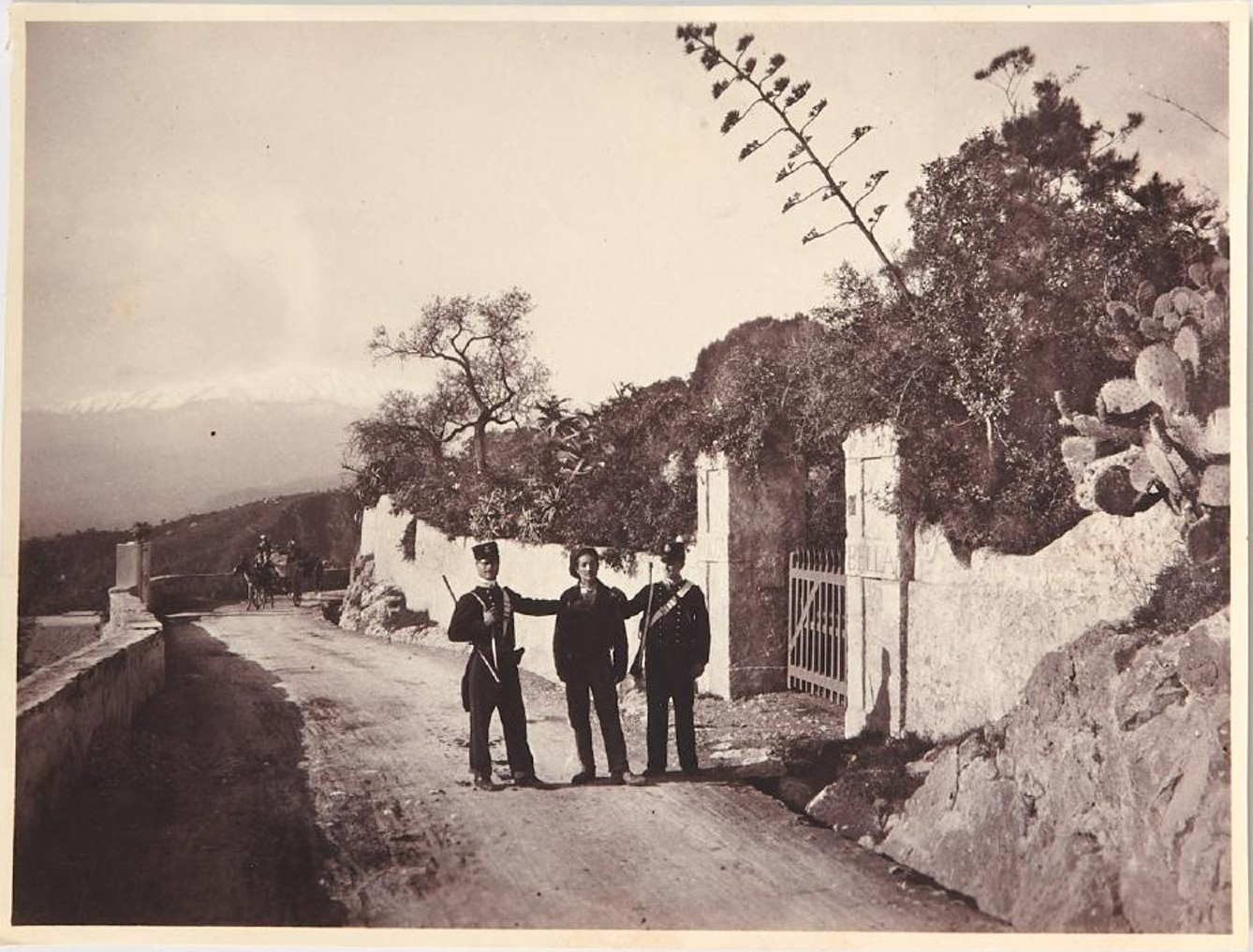
Due carabinieri a Taormina ai primi del '900

### La legione
Le Legioni Carabinieri Reali furono costituite poche settimane prima della Proclamazione del Regno d'Italia, con Regio Decreto del 24 gennaio 1861. La norma istituiva nuovi comandi di corpo, con piena autonomia amministrativa, retti da colonnelli dipendenti da un comitato dei Carabinieri.
Il 6 marzo 1861 fu istituita la Legione Carabinieri di Palermo, con giurisdizione sull'intero territorio dell'Isola, al comando del ten. colonnello Carlo Alberto Basso. Il gen. Serpi rimase in Sicilia con la carica di ispettore. Sempre nel 1861 fu istituito a Palermo un “Deposito Legionale provvisorio” (Scuola Allievi) di 600 Carabinieri.
Quando con la riorganizzazione dell'Arma le legioni furono ampliate in 13 su tutto il territorio nazionale, quella di Palermo (una delle più ampie)  divenne la XII Legione, con alle dipendenze le Divisioni di Palermo interna, Palermo esterna, Catania interna, Catania esterna, Caltanissetta, Girgenti e Messina. Per questo il 17 novembre 1916 venne istituita la Legione carabinieri di Messina, con incorporate nella propria giurisdizione le Divisioni di Catania e Siracusa, a cui furono aggiunte in seguito altre due Divisioni, quella di Enna e di Ragusa.
Dal 1920 la Legione di Palermo ebbe alle dipendenze un battaglione mobile carabinieri.

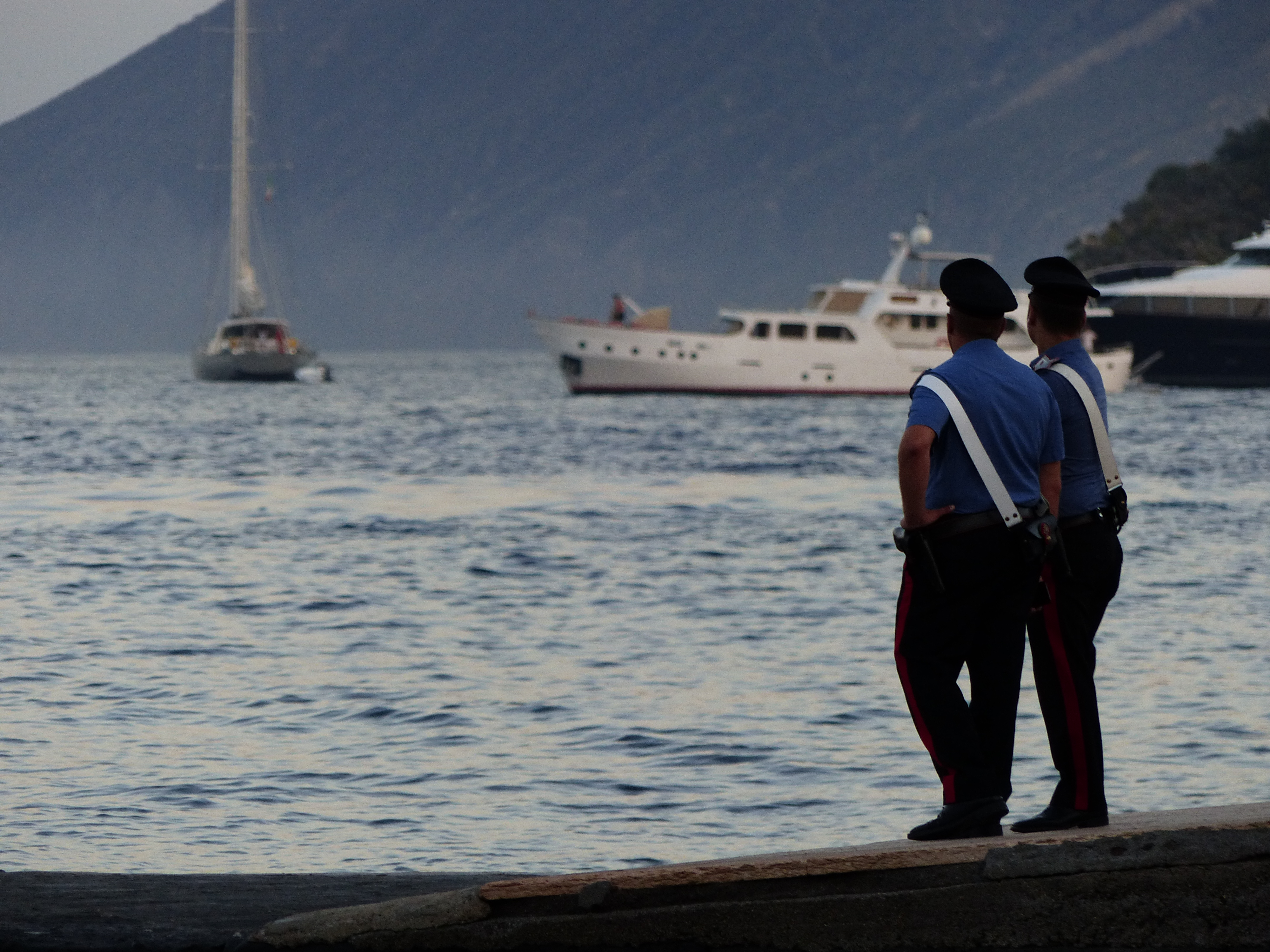
Carabinieri In servizio a Lipari

Il regio decreto n.881 del 1927 istituiva sei Ispettorati di Zona dei Carabinieri Reali. La VI Zona, con circoscrizione militare territoriale della Sicilia, aveva alle dipendenze la Legione di Palermo (divisioni di Palermo interna, Palermo esterna, Trapani, Castrogiovanni, Girgenti e Caltanissetta) e quella di Messina (divisioni di Messina interna, Messina esterna, Catania, Siracusa e Ragusa). L'Ispettorato di zona siciliano aveva competenza anche per i carabinieri delle colonie.
Il Regio Decreto n.2042 del 14 novembre 1929 “Nuova Circoscrizione militare Territoriale per il servizio dei Carabinieri Reali” decretava che nella Sicilia la "Circoscrizione Militare Territoriale per il servizio dei Carabinieri Reali" era costituita da un Ispettorato di Zona (IX Brigata) e dai Comandi Legione di Palermo e Messina con le rispettive Divisioni.
Nel 1936 con la nuova organizzazione su tre divisioni e sei brigate, quella siciliana divenne la 6ª Brigata di Palermo, alle dipendenze della 3ª Divisione "Ogaden" di Napoli.

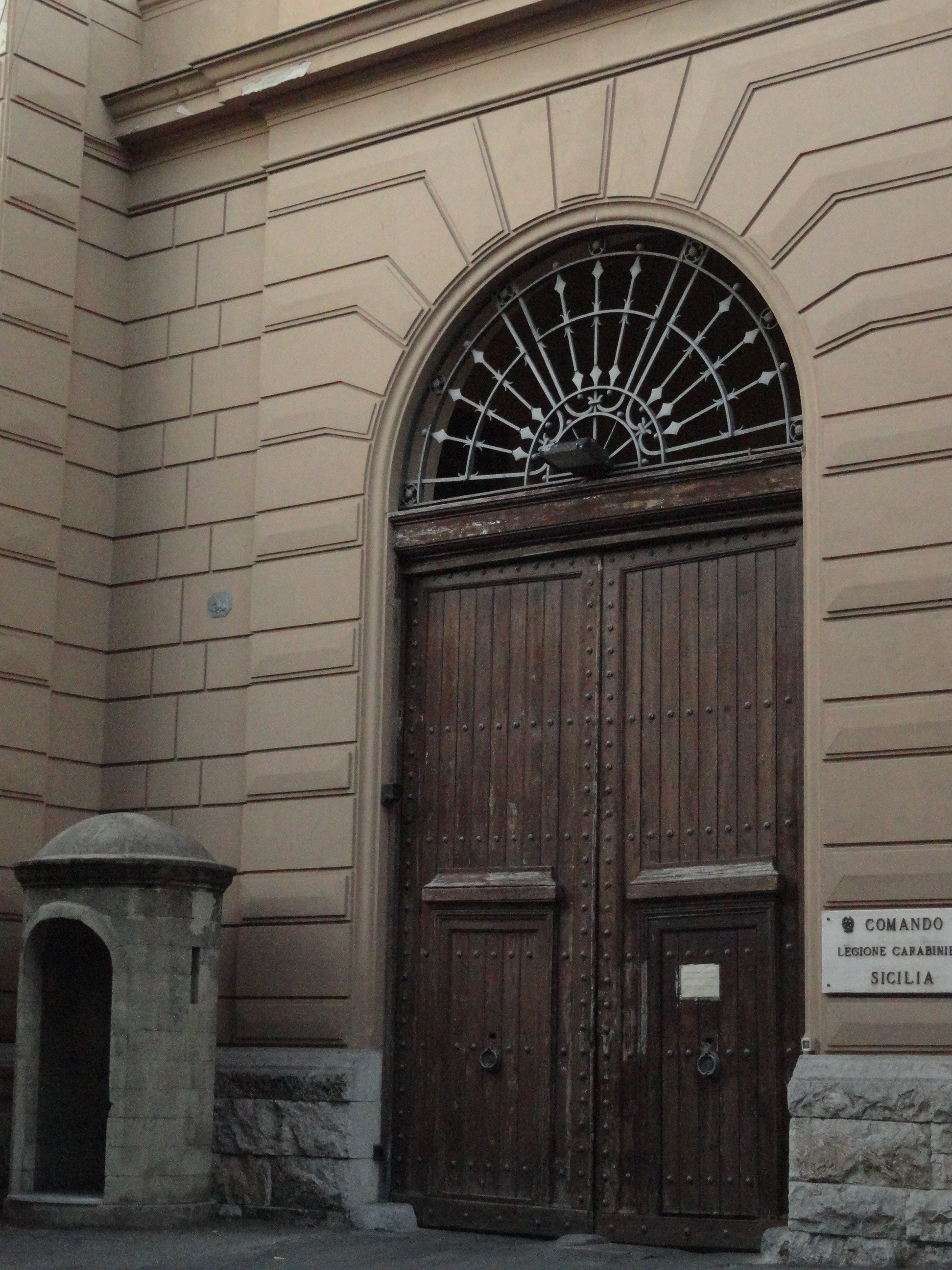
L'ingresso del Comando Legione

Dopo lo sbarco alleato in Sicilia nel luglio 1943, gli alleati decisero di ripristinare la struttura territoriale dei Carabinieri Reali e già il 4 agosto nacque a Palermo il "Comando Superiore Carabinieri Reali della Sicilia" al comando del generale di brigata Ernesto Sannino, e alle dipendenze degli Affari Civili dell'AMGOT, con competenza sull'ordine e la sicurezza pubblica. Solo l'11 febbraio 1944 tornarono sotto l'egida del Comando Generale dell'Arma.

### Nella Repubblica
Con la nascita della Repubblica nel 1946 furono ripristinate le legioni. Legione e brigata dal 1991 passarono alle dipendenze della 6ª Divisione "Carabinieri dello Stretto" di Messina (poi 4ª Divisione "Culqualber").
Nel 1992, con il nuovo modello ordinativo, le Legioni territoriali vennero soppresse, insieme alle Brigate, ed al loro posto vennero istituite le "Regioni Carabinieri".
Per effetto di tale ristrutturazione vennero accorpate la Legione carabinieri di Palermo e la Legione carabinieri di Messina e venne così costituita a Palermo il 1º settembre 1992 la "Regione Carabinieri Sicilia". Nel 2001 il XII battaglione mobile passò alle dipendenze della Prima Brigata mobile carabinieri. Il 9 maggio 2004 il comandante, il gen. Gennaro Niglio, morì in seguito a un incidente stradale.
Dal 5 giugno 2009 la "Regione carabinieri" ha riassunto la denominazione di “Legione Carabinieri Sicilia”. Nel 2017 gli è stato assegnato alle dipendenze lo Squadrone eliportato carabinieri cacciatori "Sicilia" per la ricerca dei latitanti di Cosa nostra.

## Organizzazione

### Comando
- Comandante
- Vicecomandante
- Capo di stato maggiore

### Comandi territoriali
- 9 comandi provinciali (Palermo, Catania, Messina, Trapani, Agrigento, Siracusa, Caltanissetta, Ragusa, Enna)
- 2 comandi di gruppo (Palermo, Monreale)
- 1 comando di reparto territoriale (Gela)
- 52 compagnie
- 7 tenenze
- 413 stazioni
- Squadrone eliportato cacciatori "Sicilia"

## Comandanti
- Generale di brigata Gennaro Niglio (settembre 2003 - maggio 2004)
- Generale di divisione Arturo Esposito (giugno 2004 - novembre 2008)
- Generale di divisione Vincenzo Coppola (novembre 2008 - settembre 2010)
- Generale di divisione Riccardo Amato (settembre 2010 - giugno 2013)
- Generale di divisione Giuseppe Governale (giugno 2013 - giugno 2015)
- Generale di divisione Riccardo Galletta (giugno 2015-settembre 2018)[6]
- Generale di divisione Giovanni Cataldo (settembre 2018-settembre 2020)
- Generale di divisione Rosario Castello (settembre 2020-settembre 2023)
- Generale di divisione Giuseppe Spina (settembre 2023-giugno 2025)
- Generale di brigata Ubaldo Del Monaco (dal luglio 2025)